# Chumma
Genre
Chumma est un genre d'araignées aranéomorphes de la famille des Macrobunidae.

## Distribution
Les espèces de ce genre se rencontrent en Afrique du Sud et au Lesotho.

## Description
Les espèces de ce genre mesurent de 2,5 à 3 mm.

## Liste des espèces
Selon World Spider Catalog (version 25.5, 03/02/2025) :
- Chumma bicolor Jocqué & Alderweireldt, 2018
- Chumma foliata Jocqué & Alderweireldt, 2018
- Chumma foordi Marusik & Haddad, 2024
- Chumma gastroperforata Jocqué, 2001
- Chumma inquieta Jocqué, 2001
- Chumma interfluvialis Jocqué & Alderweireldt, 2018
- Chumma lesotho Jocqué & Alderweireldt, 2018
- Chumma striata Jocqué & Alderweireldt, 2018
- Chumma subridens Jocqué & Alderweireldt, 2018
- Chumma tsitsikamma Jocqué & Alderweireldt, 2018

## Systématique et taxinomie
Ce genre a été décrit par Jocqué en 2001 dans les Chummidae. Il est placé dans les Amaurobiidae par Wheeler et al. en 2017 puis dans les Macrobunidae par Gorneau, Crews, Cala-Riquelme, Montana, Spagna, Ballarin, Almeida-Silva et Esposito en 2023.

## Publication originale
- Jocqué, 2001 : « Chummidae, a new spider family (Arachnida, Araneae) from South Africa. » Journal of Zoology, vol. 254, p. 481-493.